# 斜面升船机

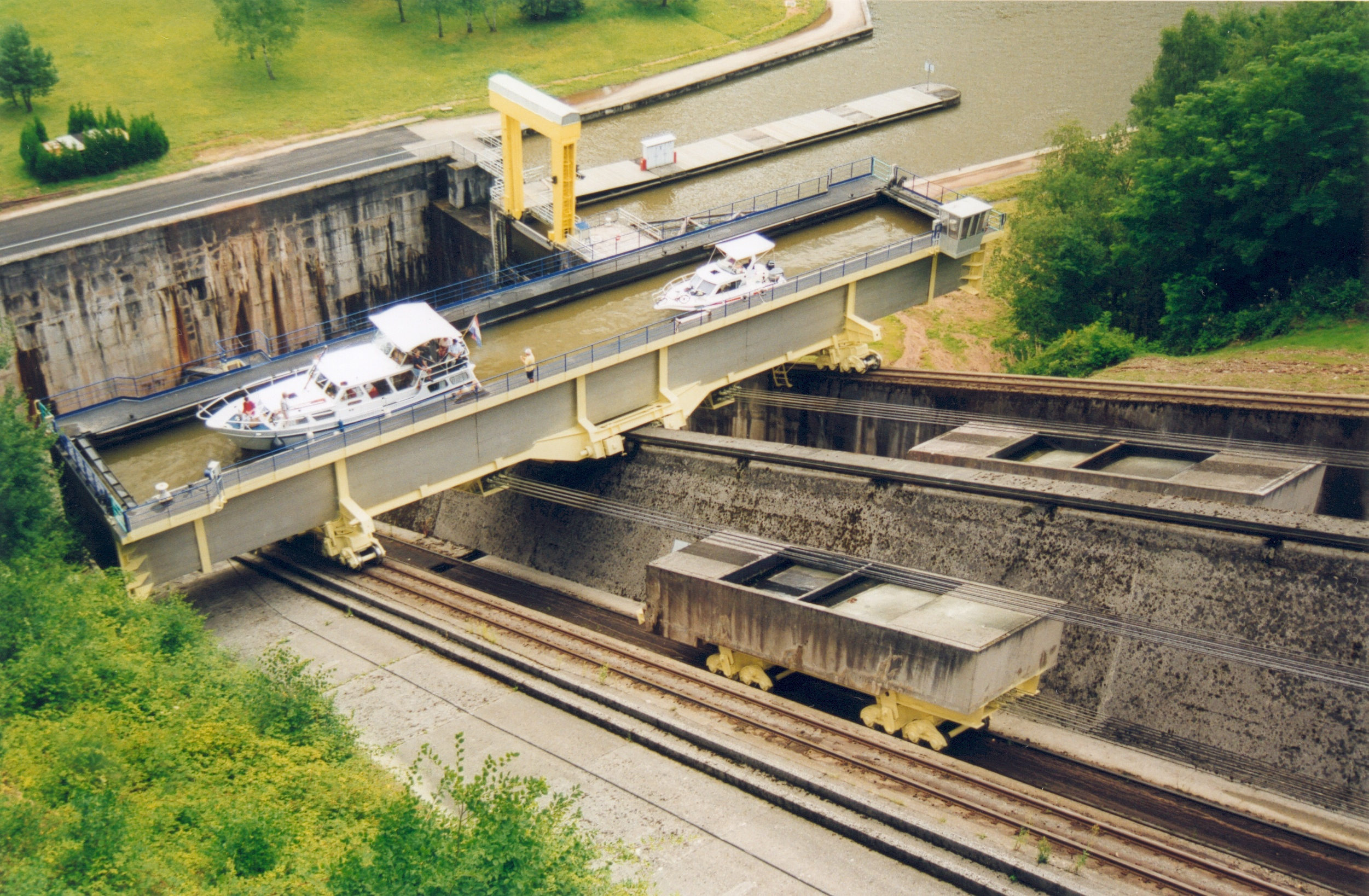
马恩-莱茵运河上的湿式斜面升船机

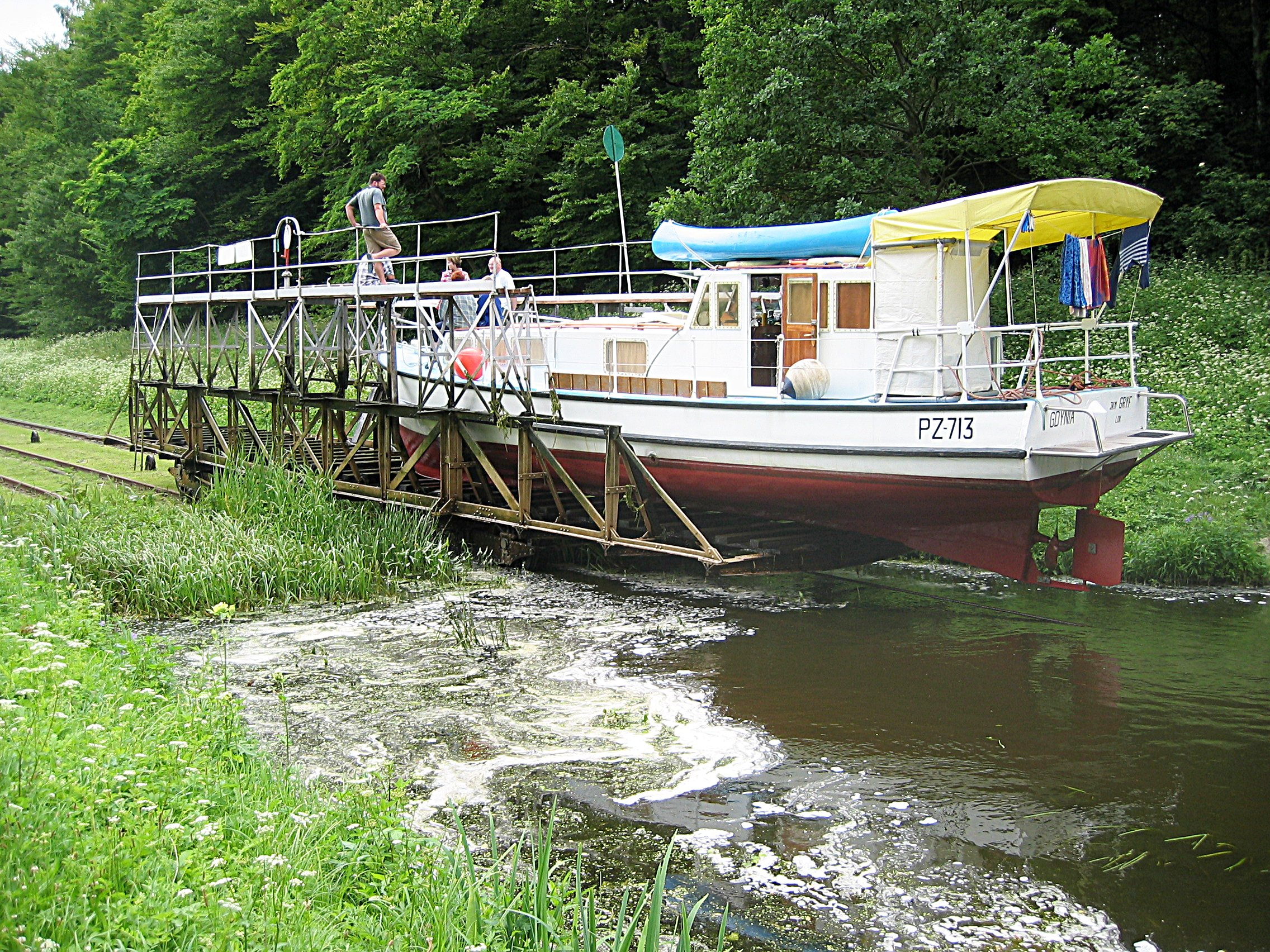
埃尔布隆格运河上的干式斜面升船机

斜面升船机是用于内河航道克服水头落差沿钢軌斜面运动的升船机。 

## 历史
早在古埃及就有了尼罗河上的斜面升船机。木制滑道上覆盖泥以减少摩擦。

### 时间线
- 公元前600 – 笛耳各斯（英语：Diolkos），古希腊的斜面升船机，用于通过科林斯地峽。[2]
- 公元385 – 中国大运河.[2]
- 1167 – 伊珀尔简式升船机[3]
- 1568 – 威尼斯附近的Zafosina [3]
- 1773 – John Edyvean（英语：John Edyvean）建议在康沃爾郡的圣科勒姆运河（英语：St. Columb Canal）。
- 1773 – 卡尔登运河（英语：Caldon Canal）[4]
- 1788 – William Reynolds（英语：William Reynolds (industrialist)）在凯特利运河（英语：Ketley Canal）上建造并投入使用了英国第一座斜面升船机。[5][6]
- 1792 – William Reynolds（英语：William Reynolds (industrialist)）在什罗普郡运河（英语：Shropshire Canal）上建造了几座斜面升船机。[5][7]

美国新泽西州莫里斯运河上的西7号斜面升船机。

- 1860–现在 – 东普鲁士的Elbląg Canal（英语：Elbląg Canal）上建造了第一批4座斜面升船机。[5]
- 1917 - 2003  – 加拿大安大略省{{tsl|en|Trent-Severn Waterway|特伦特运河]]建有大斜坡升船机（英语：Big Chute Marine Railway）。
- 1969–现在 – 法国马恩-莱茵运河（英语：Marne-Rhine Canal）的圣路易-阿尔兹维莱斜面升船机（英语：圣路易-阿尔兹维莱斜面升船机）替代了在4km长度内的7座船闸。[5]
- 1973–2009 – 法国加龙运河（英语：Canal de Garonne）上的蒙泰克水坡（英语：Montech water slope）。
- 1983 - 2001 –法国米迪运河上的方塞汉娜水坡（英语：Fonserannes water slope）

## 斜面升船机列表
- 世界上最大的斜面升船机是苏联在叶尼塞河上建造的克拉斯诺亚尔斯克水电站斜面升船机（英语：Ship lift of Krasnoyarsk hydroelectric power station）。[8][9]船舶最大重1500吨，船舶最大尺寸80乘17乘2（262.5乘55.8乘6.6英尺），轿厢总重8100吨，克服水头104m。使用齿轮齿条钢轨（英语：rack railway）。轨距9000mm。[10]
- 世界上第二大斜面升船机是比利时沙勒罗瓦－布鲁塞尔运河上的隆库尔斜面升船机（英语：Ronquières inclined plane），为双线钢丝绳式全平衡，在轨道之下的槽中有配重，因此每条轨道可独立运行。克服水头67.73m，船舶最大重量1350吨，轿厢重5200吨。

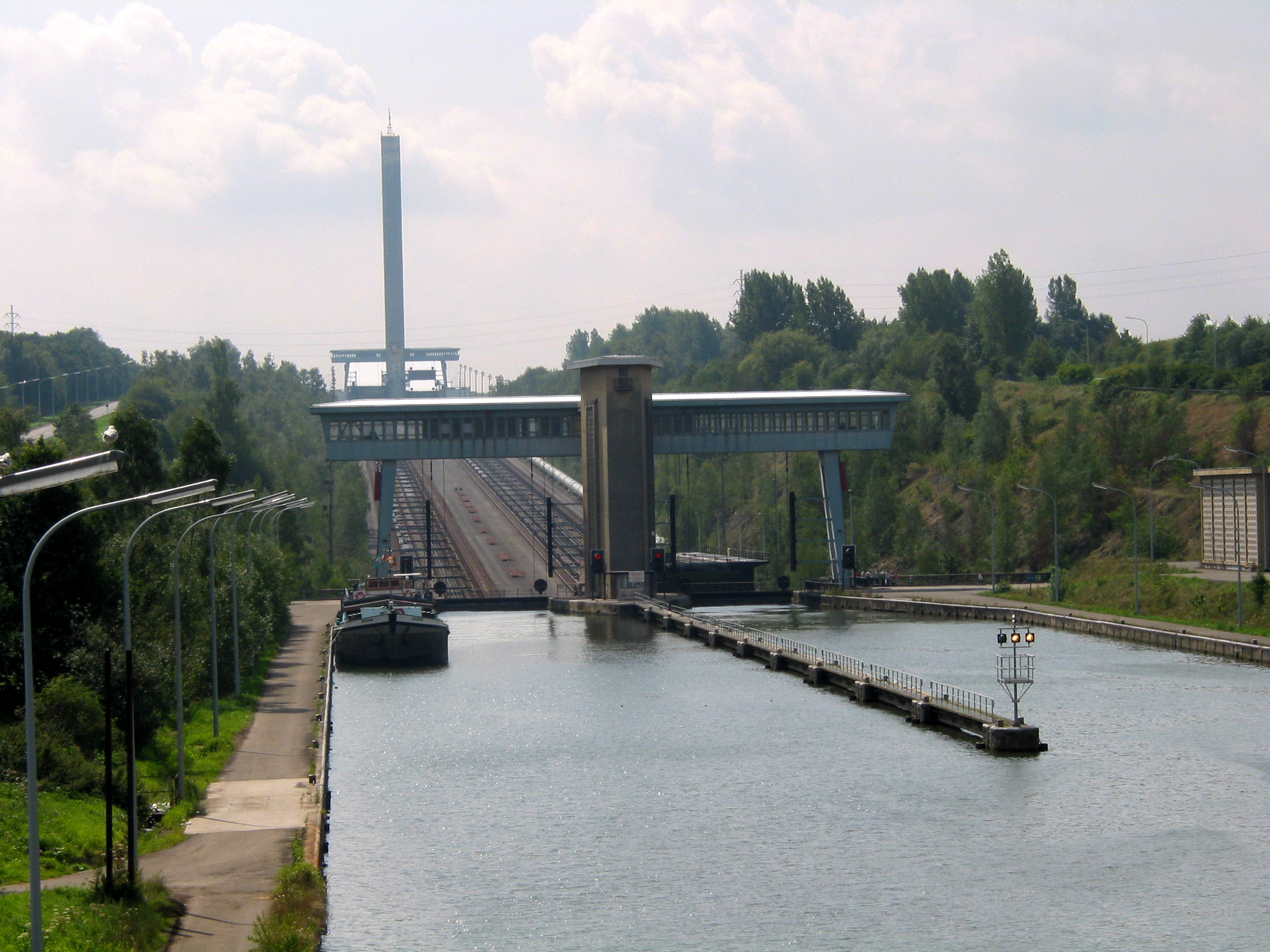
隆库尔斜面升船机（英语：Ronquières inclined plane）
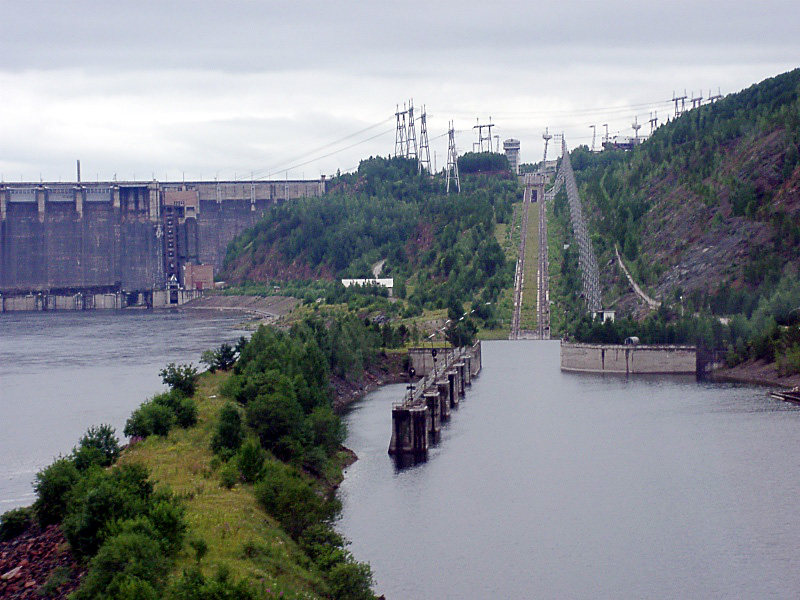
克拉斯诺亚尔斯克水电站斜面升船机（英语：Ship lift of Krasnoyarsk hydroelectric power station）

## 延伸阅读
- Tew, David. . Sutton Books. 1984. ISBN 0-86299-031-9.
- Uhlemann, Hans-Joachim.  English Translation. Internat. 2002. ISBN 0-9543181-1-0.